# Serge Price
Serge Price (Amsterdam, 6 juli 1991) is een Nederlands acteur. Hij is vooral bekend van zijn hoofdrol in De Griezelbus.

## Filmografie
- Eerste kind op de maan (2001) - Gary
- Pietje Bell (2002) - Kees
- Pietje Bell 2: De Jacht op de Tsarenkroon (2003) - Kees
- Dokter Vogel (2004) - Pieter
- De Griezelbus (2005) - Onnoval
- De Storm (2009) - Felix
- Mijn leven op Planeet B (2012) - Neky
- Flikken Maastricht (Seizoen 8, 2014) - Dik Lohuis